# Alexander Wiley

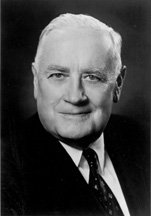

Alexander Wiley (ur. 26 maja 1884, zm. 26 maja 1967) – amerykański polityk, członek Partii Republikańskiej, który był przez cztery kadencje w Senatorem ze stanu Wisconsin (1939-1963). Kiedy odszedł z Senatu, był najstarszym republikaninem.

## Życiorys
Wiley urodził się w Chippewa Falls w stanie Wisconsin. Ukończył studia licencjackie na Augsburg College w Minnesocie i Uniwersytecie Michigan. Ukończył studia prawnicze na Uniwersytecie Wisconsin-Madison w 1907 roku i w tym samym roku został przyjęty do palestry. Wiley był republikańskim kandydatem na gubernatora stanu Wisconsin w 1936 roku, ale przegrał wybory. Philip La Follette wygrał wybory w 1934 roku i oddzielił stan od republikanów. W 1938 Wiley został wybrany do Senatu USA, pokonując urzędującego Ryana F. Duffy’ego. W 1944 roku rywalizował z kapitanem Josephem McCarthy’m w prawyborach Partii Republikańskiej. Pokonał McCarthy’ego i udało mu się wygrać wybory. Wiley został ponownie wybrany dwa razy w roku 1950 i 1956. W 1956 roku rywalizował z kongresmenem Glennem Roberta Davisa w prawyborach republikanów, ale po raz kolejny zwyciężył. W roku 1962 Wiley ubiegał się piątą kadencję, przegrywając z gubernatorem Gaylorda Nelsona. Wiley miał wybitną karierę w Senacie, które obejmowały przewodnictwo zarówno w stosunkach zagranicznych i komisji sądownictwa.
Zmarł w Memphis (Pensylwania) w swoje 83 urodziny. Jego grób znajduje się w Forest Hill Cemetery w Chippewa Falls (Wisconsin). Za życia był członkiem masonerii, „Templariuszy”, „Kiwanis”, „Rycerzy Pythias”, „Moose International”, „Synów Norwegii” i „Sigma Phi Epsilon”.